# Sân bay quốc tế Portland

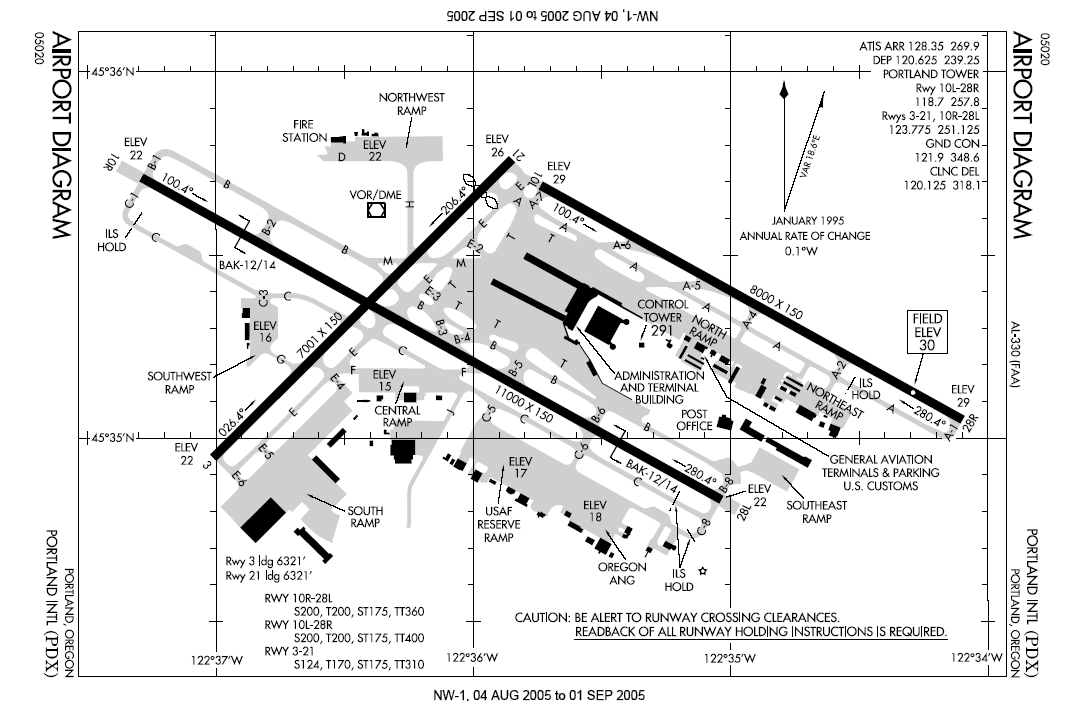
Sơ đồ Sân bay KPDX

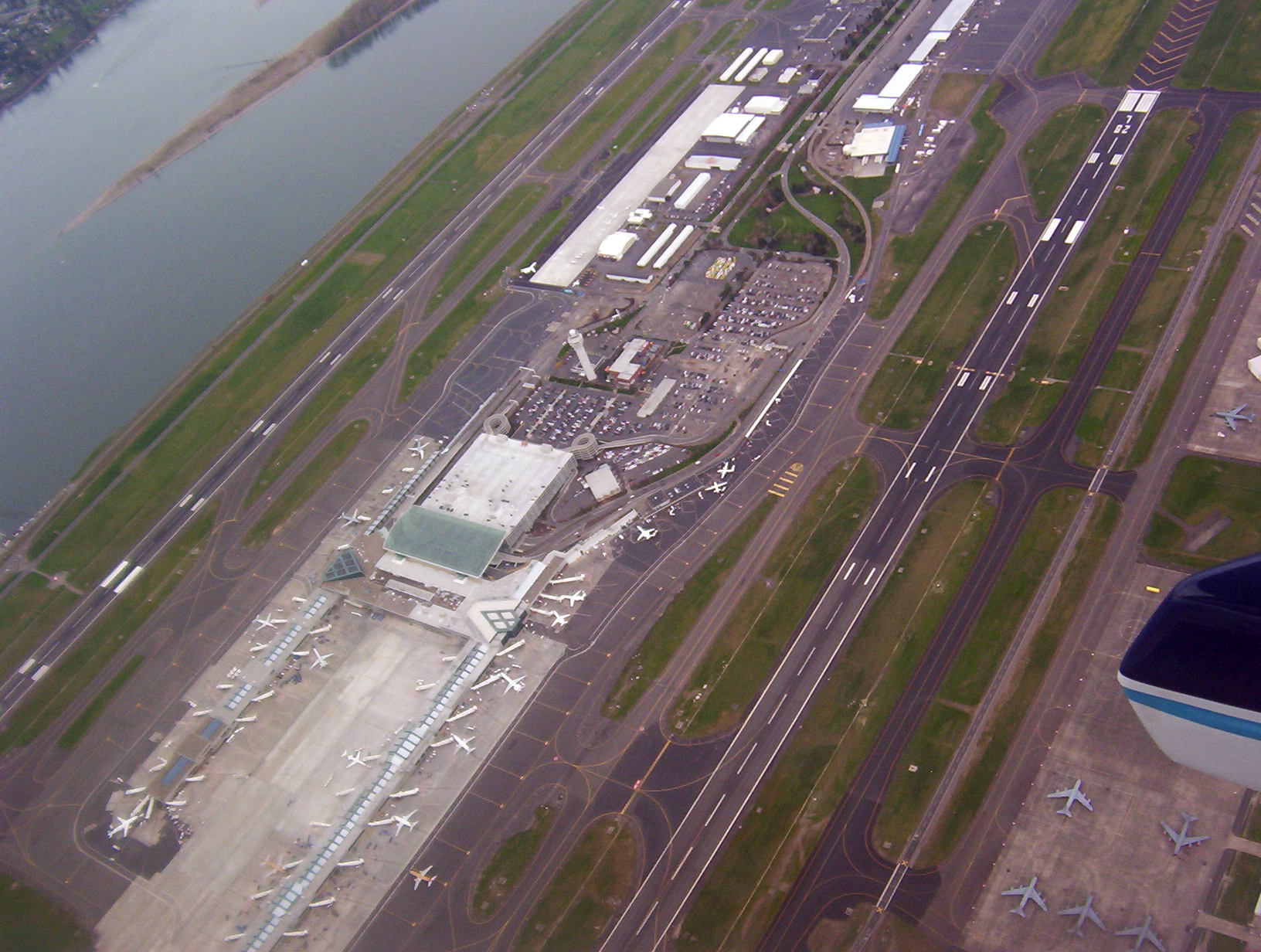
Sân bay KPDX nhìn từ trên cao từ Tây Namt

Để xem sân bay Portland, Maine, xem Portland International Jetport
For the drug PDX, see 10-propargyl-10-deazaaminopterin
PDX cũng là một nickname của thành phố Portland, Oregon
Sân bay quốc tế Portland (IATA: PDX, ICAO: KPDX) là sân bay lớn nhất của tiểu bang Hoa Kỳ Oregon, chiếm 90% lượt khách và hơn 90% lượng hàng hóa hàng không . Sân bay này tọa lạc tại phía Nam của sông Columbia, 6 dặm theo đường chim bay và 12 dặm theo đường mặt đất phía Đông Bắc của trung tâm Portland và được nối với thành phố bằng hệ thống đường sắt nhẹ với MAX Red Line.
PDX được kết nối với các sân bay lớn khắp Hoa Kỳ và các chuyến quốc tế đến Canada, México, Nhật Bản, Đức, và Singapore. Đây cũng là một trung tâm hàng không đến các thành phố nhỏ hơn ở Oregon, Washington, Idaho, Montana, California và Nevada. Dịch vụ General aviation được cung cấp tại PDX bằng Flightcraft. Oregon Air National Guard có một căn cứ nằm ở phía Nam của sân bay.
Sân bay này là trung tâm hoạt động của các hãng hàng không Alaska Airlines và Horizon Air, chủ yếu nằm ở Hành lang nhà ga A, B, và C.
PDX được tạp chí Condé Nast Traveler xếp hạng là sân bay hàng đầu cho du khách công vụ tháng 10 năm 2006. Sự xếp hạng này dựa trên các tiêu chí điều tra về các dịch vụ tiếp cận sân bay như đường ray, mua sắm, wifi miễn phí..

## Các số liệu thống kê
- 1 triệu khách mồi tháng (13,9 triệu khách năm 2005) [4]
- 18.000 chuyến bay thương mại mỗi tháng

## Nhà ga
PDX bao gồm một tòa nhà ga có hình chữ "H" và được chia ra 5 hành lang (concourse). Concourse A, B, và C nằm ở phía Nam của nhà ga và concourse D và E nằm ở phía Bắc; hai phía được nối dưới các điểm kiểm tra an ninh bới các lối đi mở cửa tháng 8 năm 2005  Lưu trữ ngày 1 tháng 6 năm 2007 tại Wayback Machine.

## Các hãng hàng không và các điểm đến
Các hãng hàng không và các điểm đến sân bay quốc tế Portland đến tháng 1/2007 theo trang web chính thức của sân bay can be checked for the latest information.

### Concourse A
- Alaska Airlines
  - Horizon Air (Billings, Boise, Burbank, Denver, Eugene, Fresno, Klamath Falls, Las Vegas [seasonal], Medford, North Bend/Coos Bay, Oakland, Ontario, Palm Springs [seasonal], Pasco, Pendleton, Redding, Redmond/Bend, Reno/Tahoe, Sacramento, Santa Barbara, San Diego, San Francisco, San Jose (CA), Seattle/Tacoma, Spokane, Vancouver)
- Big Sky Airlines (Missoula)

### Concourse B
- Alaska Airlines (Anchorage, Boston [begins ngày 9 tháng 9 năm 2007], Denver, Las Vegas, Los Angeles, Los Cabos [seasonal], Oakland, Orange County, Orlando [begins ngày 9 tháng 9 năm 2007], Palm Springs, Phoenix, Puerto Vallarta [seasonal], Sacramento, San Diego, San Francisco, San Jose (CA))
  - Horizon Air (See Concourse A)

### Concourse C
- Alaska Airlines (See Concourse B)
- American Airlines (Chicago-O'Hare, Dallas/Fort Worth)
- Frontier Airlines (Denver)
- Southwest Airlines (Albuquerque, Boise, Chicago-Midway, Kansas City, Las Vegas, Oakland, Phoenix, Reno/Tahoe, Sacramento, Salt Lake City, San Jose (CA), Spokane)
- US Airways (Charlotte)
  - US Airways operated by America West Airlines (Las Vegas, Philadelphia, Phoenix)

### Concourse D (International)
Concourse D handles all international arrivals and the following departures:
- Continental Airlines (Houston-Intercontinental, Newark)
- Delta Air Lines (Atlanta, Cincinnati/Northern Kentucky, New York-JFK, Salt Lake City)
  - Delta Connection operated by ExpressJet Airlines (Los Angeles)
  - Delta Connection operated by SkyWest (Salt Lake City)
- Hawaiian Airlines (Honolulu, Kahului)
- Lufthansa (Frankfurt)
- Mexicana (Guadalajara, Mexico City)
- Northwest Airlines (Detroit, Honolulu, Minneapolis/St. Paul, Singapore, Tokyo-Narita)

### Concourse E
- Air Canada
  - Air Canada Jazz (Vancouver)
- JetBlue Airways (New York-JFK)
- United Airlines (Chicago-O'Hare, Denver, Los Angeles, San Francisco, Washington-Dulles)
  - United Express operated by SkyWest (Eugene, Medford, Redmond/Bend, Seattle/Tacoma)